# Kirsty Wade
Kirsty Wade (Kirsty Margaret Wade, geb. McDermott; * 6. August 1962 in Girvan) ist eine ehemalige britische Mittelstreckenläuferin.
1981 wurde sie bei den Halleneuropameisterschaften in Grenoble Vierte über 800 Meter. Im Jahr darauf siegte sie für Wales startend bei den Commonwealth Games 1982 in Brisbane über dieselbe Distanz.
Ebenfalls über 800 Meter wurde sie 1985 Sechste bei den Halleneuropameisterschaften in Piräus und 1986 Vierte bei den Halleneuropameisterschaften in Madrid. Bei den Commonwealth Games in Edinburgh verteidigte sie ihren Titel über 800 Meter und triumphierte über 1500 Meter. Bei den Europameisterschaften in Stuttgart folgte ein siebter Platz über 1500 Meter.
1987 wurde sie über 1500 Meter Fünfte bei den Hallenweltmeisterschaften in Indianapolis und Sechste bei den Weltmeisterschaften in Rom. Bei den Olympischen Spielen 1988 in Seoul erreichte sie über 800 Meter das Halbfinale und schied über 1500 Meter im Vorlauf aus.
Nach einer Babypause wurde sie über 1500 Meter Sechste bei den Weltmeisterschaften 1991 in Tokio: Bei den Olympischen Spielen 1992 in Barcelona kam sie über dieselbe Distanz nicht über die erste Runde hinaus.
Einmal wurde sie Englische Meisterin über 800 Meter im Freien (1988) und viermal in der Halle (1981, 1985, 1986, 1994). Über 1500 Meter holte sie 1987 den englischen Hallentitel.

## Bestzeiten
- 400 m: 54,46 s, 25. Mai 1987, Derby
- 800 m: 1:57,42 min, 24. Juni 1985, Belfast
  - Halle: 2:02,20 min, 9. Februar 1985, Cosford
- 1000 m: 2:33,70 min, 9. August 1985, Gateshead
  - Halle: 2:38,95 min, 1. Februar 1987, Stuttgart
- 1500 m: 4:00,73 min, 26. Juli 1987, Gateshead
  - Halle: 4:07,6 min, 13. Februar 1988, East Rutherford (Zwischenzeit)
- 1 Meile: 4:19,41 min, 27. Juli 1985, Oslo
  - Halle: 4:23,86 min, 5. Februar 1988, New York City
- 2000 m (Halle): 5:45,81 min, 13. März 1987, Cosford
- 3000 m: 8:47,7 min, 5. August 1987, Gateshead
  - Halle: 9:01,82 min, 6. März 1988, Gainesville
- 10-km-Straßenlauf: 32:46 min, 28. Februar 1987, Phoenix